# Giải vô địch bóng đá bãi biển Đông Nam Á 2018
Giải vô địch bóng đá bãi biển Đông Nam Á 2018 là phiên bản thứ hai của Giải vô địch bóng đá bãi biển Đông Nam Á, do Liên đoàn bóng đá Đông Nam Á tổ chức từ ngày 18 tháng 11 đến 24 tháng 11 ở Tanjung Benoa, Bali, Indonesia. Giải đấu chỉ có 5 đội tham dự trong đó Malaysia là đương kim vô địch.

## Các đội tuyển tham gia
- Indonesia (chủ nhà)
- Malaysia
- Đông Timor
- Thái Lan
- Việt Nam

## Vòng bảng
| VT | Đội           | ST | T | H | B | BT | BB | HS  | Đ  | Giành quyền tham dự |
| -- | ------------- | -- | - | - | - | -- | -- | --- | -- | ------------------- |
| 1  | Thái Lan      | 4  | 4 | 0 | 0 | 21 | 10 | +11 | 12 | Trận chung kết      |
| 2  | Việt Nam      | 4  | 3 | 0 | 1 | 14 | 14 | 0   | 9  | Trận chung kết      |
| 3  | Indonesia (H) | 4  | 1 | 1 | 2 | 13 | 12 | +1  | 4  | Trận tranh hạng ba  |
| 4  | Malaysia      | 4  | 1 | 1 | 2 | 13 | 15 | −2  | 4  | Trận tranh hạng ba  |
| 5  | Đông Timor    | 4  | 0 | 0 | 4 | 6  | 13 | −7  | 0  |                     |

| Thái Lan                                              | 4–1      | Đông Timor      |
| ----------------------------------------------------- | -------- | --------------- |
| Kittin Loruanad · Tanandon Praracha · Jose Oleviera · | Chi tiết | Emilio Da Silva |

| Việt Nam                                                           | 3–2      | Malaysia              |
| ------------------------------------------------------------------ | -------- | --------------------- |
| Trần Vĩnh Phong 9' · Nguyễn Minh Thống 12' · Bùi Trần Tuấn Anh 17' | Chi tiết | Mohd Riduwan 4' · 10' |

| Đông Timor                                      | 3–4      | Malaysia                                                                  |
| ----------------------------------------------- | -------- | ------------------------------------------------------------------------- |
| Gaspar Da Silva 1' · Chiquito Do Carmo 25' (35) | Chi tiết | Zaharim Yusof 1' · Mohamad Norazaman 2' · Mohd Ali 8' · Abdullah Noor 28' |

| Việt Nam                                                  | 3–2      | Indonesia                         |
| --------------------------------------------------------- | -------- | --------------------------------- |
| Bùi Trần Tuấn Anh 13' · Trần Vĩnh Phong 25' · Phan Đạt 9' | Chi tiết | Dwipayudha 14' · I Gede Maesa 18' |

| Malaysia | 3–5      | Thái Lan |
| -------- | -------- | -------- |
|          | Chi tiết |          |

| Đông Timor | 2–5      | Indonesia |
| ---------- | -------- | --------- |
|            | Chi tiết |           |

| Indonesia                                  | 4–4      | Malaysia                                                                |
| ------------------------------------------ | -------- | ----------------------------------------------------------------------- |
| Juniarta 8' · Devayana 20', 25' · Dewa 26' | Chi tiết | Riduwan 14' · Agus Salim 18' · Azrul Bin Azhar 30' · Nazri Sulaiman 35' |

| Việt Nam | 4–9      | Thái Lan |
| -------- | -------- | -------- |
|          | Chi tiết |          |

| Thái Lan                    | 3–2      | Indonesia                                             |
| --------------------------- | -------- | ----------------------------------------------------- |
| Komkrit Nanan 12', 14', 19' | Chi tiết | I Ketut Sudiartawan 21' · I Gede Warih Sentanu Sp 36' |

| Đông Timor | 1–4      | Việt Nam                              |
| ---------- | -------- | ------------------------------------- |
|            | Chi tiết | Bùi Trần Tuấn Anh · Nguyễn Minh Thống |

## Vòng chung kết

### Trận tranh hạng ba
| Indonesia               | 1–2      | Malaysia                               |
| ----------------------- | -------- | -------------------------------------- |
| I Ketut Sudiartawan 25' | Chi tiết | Mohd Riduwan 20' · Mohd Hasrol Ali 33' |

### Trận chung kết
| Thái Lan                                                             | 4–6      | Việt Nam |
| -------------------------------------------------------------------- | -------- | --- |
| Komkrit Nanan 9' · Suchon Lamchalad 17' · Tanandon Praracha 30', 35' | Chi tiết | Nguyễn Anh Nhân 14' · Bùi Trần Tuấn Anh 15', 33' · Hồ Quốc Hưng 16' · Nguyễn Hoàng Quân 20' · Trần Vĩnh Phong 25' |